# 西安音乐学院
西安音樂學院是位于中國陝西省西安市的一所音乐学院，历史可追溯至1949年，是中國的西北地區唯一一所高等音樂學府。

## 校史
西安音樂學院前身為中國人民解放軍於1948年在晉綏邊區建立的「西北藝術學校音樂部」，1949年5月，學校隨解放軍西渡黃河遷至西安，名為「西北軍政大學藝術學院音樂部」。1956年，撤销西北艺术专科学校，美术系科分出改建西安美术专科学校，音乐系科改建西安音乐专科学校。1960年，升格西安音乐学院。1971年，西安美术学院、西安音乐学院合组陕西省艺术学校，后升格陕西省艺术学院。1980年，陕西省艺术学院撤销，美术系科改建西安美术学院，音乐系科改建西安音乐学院。
西安音樂學院設有音樂學、作曲與作曲技術理論、音樂表演、舞蹈編導四個本科專業，聲樂、管弦、民樂、作曲、音樂學、音樂教育、鋼琴、舞蹈編導和視唱練耳、基礎部共十個本科教學單位。在校本科生4000餘人，研究生200多人。
西安音樂學院發有數種學術期刊，其中1982年創刊的《交響》最具影響力，是面對中國以及國際公開發行的綜合性音樂學術季刊，收錄於《中國核心期刊(遴選)數據庫》。

## 学术研究
研究机构
截至2013年底，西安音乐学院共有2个国家级研究中心、2个省级研究中心。
国家级
西北民族音乐研究中心
西安鼓乐学术馆
省级
赵季平工作室
西北民族音乐展览馆[19] 
科研成果
学院注重学术研究和学科建设。截至2013年有在研国家级、省部级科研项目30多项，曾获国家科技进步二等奖、省级科技进步一等奖、威尔第国际声乐比赛金奖、CCTV电视歌手大奖赛美声唱法金奖与合唱银奖、梅花奖、中国金唱片奖等。出版学术专著40余部，音乐作品50余套。
学术资源
馆藏资源
至2012年，西安音乐学院图书馆馆藏已达34.8万册（件、套），有电子文献5万册、各类工具书790种，其中音乐类261种。
学术期刊
学报《交响》创刊于1982年，是面对国内外公开发行的综合性音乐学术季刊，为“北京大学中文核心期刊目录”及“中文社会科学引文索引”（CSSCI）来源期刊。

## 文化传统

### 校徽
本标志由“乐”字为设计主体，构形似“金钟”，表现出音乐在人类文明中的源远流长；英文“music”变异分散，组合融入“乐”字其中，体现出民族风与国际化的接
轨；标志中心“art”的首写字母“a”是英文第一字母，体现出学院立足传统，迎接挑战，创建一流音乐院校的雄心与魄力；千年古都的城墙纹饰远接周秦汉唐文化传承，近汇三秦热土地域精粹，诠释了学院“立幽幽秦中之根，沐绵绵八水之源，承雄雄长安之乐，颂欣欣天地人和”的人文积淀。体现出西音人扎根黄土地，放歌新时代，开拓创新，博采众长，在艺术上坚持传统与时代的交融、民族与世界的互动，可谓传音之源远，达院之任重。
本标志设计精美简洁、图案庄重圆满、色调和谐，形神统一、创意独特。深刻蕴涵着回眸历史、放眼未来、开拓创新、和谐发展的时代精神理念。突出了西安音乐学院的历史特点和办学内涵。

### 校训
明德教化、乐音至善
一是典出有据，历史文化色彩浓厚，分别引自《礼记·大学》、《荀子·王制》和《礼记·乐记》等古代典籍；二是内容完整，涵盖了大学的“德治”理念、教育的“教化”功能和大学教育所追求的“至善”境界，与“治世之音”——美妙的乐音统一在一起，色彩鲜明，内涵深邃，较为完美地体现了西安音乐学院的办学宗旨和办学理念；三是特色突出，彰显出学院作为音乐艺术高校的特点；四是反映了几代西音人共同的理想和追求，打上了本院校园文化的烙印。作为“文化名片”，凝结着地处陕西的西安音乐学院深厚的文化传统和文化精神；五是作为一种格言、箴言或座右铭，琅琅上口，便于传承与实践，对青年学子具有较好的引导训育作用。

## 教学单位
作曲系、音乐学系、声乐系、民乐系、管弦系、钢琴系、音乐教育学院、现代音乐学院、舞蹈系、视唱练耳教研室、研究生部、基础部、附属中等音乐学校

## 著名校友
- 赵季平   著名作曲家
- 刘大冬   著名作曲家
- 鲁日融   著名作曲家 二胡演奏家
- 饶余燕   著名作曲家
- 高士杰   高士杰现任
- 景建树   著名指挥家
- 阎惠昌   香港中乐团音乐总监，指挥
- 和　慧   著名女高音歌唱家